# DJK Falke Nürnberg
Die DJK Falke Nürnberg ist ein Sportverein für Breiten- und Leistungssport im Nürnberger Stadtteil Gleißhammer und gehört dem BLSV und dem DJK-Sportverband an. Sie wurde 1922 gegründet und hat ihre Ursprünge in der katholischen Pfarrei St. Kunigund. Etwa 700 Mitglieder sind Stand 2014 im Verein aktiv, die meisten davon in der Fußballabteilung, gefolgt von der Abteilung Cheerleading. Angeboten werden außerdem Frauen- und Seniorengymnastik, Kinderturnen, Nordic Walking, Ski, Schwimmen, Tennis, Tischtennis und Wirbelsäulengymnastik. Bis 2004 gab es auch eine Basketballabteilung, deren 1. Mannschaft – wirtschaftlich allerdings bereits aus dem Verein ausgegliedert – sogar den Aufstieg in die 1. Basketball-Bundesliga schaffte (siehe Falke Nürnberg). Aktuelles Aushängeschild des Vereins ist die 1. Fußballmannschaft, die in der Saison 2013/2014 in der Kreisliga spielte.

## Vereinsname und Wappen
Der Verein brauchte ein Symbol, welches nach außen hin die Identität des Vereins kenntlich machen sollte. P. Ludwig Weikl S.J., ehemals Pfarrer von St. Kunigund, hielt wenig von den Vorschlägen Adler oder Rapid, denn Adler waren in der Sportwelt längst an internationale Spitzenvereine vergeben. Er dachte an einen Falken und auch wenn er in einem jungen Falken etwas Tollpatschiges erkannte, war für ihn der Falke doch etwas ganz Besonderes. Der Falke ist durch ein sicheres Auge gekennzeichnet. Er muss sehen, wo Chancen und Gefahren sind. Er muss auch den Mut haben zuzupacken. Er sollte aber auch die Großzügigkeit haben nicht überall hinzulangen, sonst gerät er u. U. in eine Falle. Das "Falke-Logo" wurde entworfen von Franz Kolbrand, einem Künstler und Grafiker von Namen, der damals schon verschiedene Preise für seine Entwürfe bekommen hatte, unter anderem auch für Münzen des Deutschen Reiches.

## Geschichte

### Gründung
Am Sonntag, 5. Februar 1922 erfolgte die Gründung des Vereines DJK Falke in Nürnberg, zu der verschiedene Vertreter der Pfarrei St. Kunigund und des Jugendvereins Herz Jesu eingeladen waren.
Nach der Gründungsversammlung stand die erste Vorstandschaft, die sich wie folgt zusammensetzt:
| Funktion         | Name                   |
| ---------------- | ---------------------- |
| 1. Vorstand      | Herr Josef Wirschinger |
| 2. Vorstand      | Herr Johann Schindler  |
| 1. Schriftführer | Herr Willy Völk        |
| 2. Schriftführer | Herr Pius Schreiner    |
| 1. Kassier       | Herr Heinrich Hellmann |
| 2. Kassier       | Herr Johann Reil       |

Herr Pater Hugo Amman S.J. übernahm die Funktion des "Geistlichen Beirates", er wachte über den katholischen Geist des Vereins. Die Mitglieder mussten katholisch sein, Frauen waren grundsätzlich von der Mitgliedschaft ausgeschlossen. Bereits im Gründungsjahr schloss man sich dem in Würzburg gegründeten Reichsverband der Deutschen Jugendkraft (DJK) an.
Begonnen wurde bei der DJK Falke nicht nur mit Fußball, sondern auch mit Wandern, Schlagball, Ringen, Turnen und Rhönradfahren, noch im Gründungsjahr wuchs der Verein auf 125 Mitglieder. In Eigenarbeit entstand ein Fußballfeld an der Bahnlinie nach Altdorf – Ecke Zerzabelshofstraße / Sudetendeutsche Straße. Jährlich wurde auch der Vereinsmeister in der Leichtathletik ermittelt, eine zusätzliche Einnahmequelle wurde durch die Gründung einer Theatergruppe geschaffen.

### Die Jahre 1925 bis 1933
Nach den Jahren der Inflation und der Aufnahme einer großen Geldanleihe entstand 1925 bis 1926 an der Sudetendeutschen Straße 60 ein repräsentatives Sportgelände mit einem Vereinshaus mit Bühne und Kegelbahnen. 1929 wurde auch der angrenzende neue Sportplatz eingeweiht, während die DJK Falke bereits auf 250 Mitglieder gewachsen war. Es konnten viele Meisterschaften errungen werden. Der wertvollste war der DJK Meistertitel 1932 der Kunstturner. Der Verein beschränkte sich nicht nur auf sportliche Aktivitäten. Man unterhielt einen Spielmannszug, unternahm gemeinsame Wanderungen und pflegte das Gemeinschaftsleben innerhalb des Vereins und der Kirchengemeinde. Frau Rosa Rattler wurde 1929 als erstes weibliches Mitglied bei DJK Falke aufgenommen. Dabei wird erwähnt, dass die DJK Frauensportgemeinschaft ein selbständiger Verband im DJK-Bundesverband war. 1933 hatte DJK Falke 250 Mitglieder, 5 Fußball- und 2 Faustball Mannschaften und je eine Turn-, Schwimm- und Rhönradabteilung.

### Die DJK Falke imDritten Reich
Die Machtübernahme Hitlers brachte für DJK Falke zunächst einmal keine großen Veränderungen. Auch nach dem Verbot des benachbarten Arbeitersportvereins TV Glaishammer fühlte man sich als kirchlicher Sportverein nicht direkt bedroht. Die Ruhe war jedoch trügerisch – im Mai 1934 wurden auch die konfessionellen Sportvereine verboten. Dies bedeutete, dass sich die DJK Falke nun nicht mehr sportlich betätigen durfte. In der Verbotszeit bildete sich in der Pfarrei St. Kunigund und bei DJK Falke eine Zelle der Widerstandsbewegung "Weiße Rose". Der damalige Vorsitzende des Vereins, Georg Rattler, wurde verhört und musste sich von da ab wöchentlich bei der Polizei melden. Nur der Umstand, dass DJK Falke nicht Eigentümer des Sportgeländes war, war es zu verdanken, dass das Gelände nicht beschlagnahmt wurde. Der zu diesem Zeitpunkt amtierende Stadtpfarrer von St. Kunigund, Pater Weigel, berief eine Mitgliederversammlung ein, die als Satzungsänderung als einzigen Zweck des Vereins Verwaltung und Förderung des Anwesens Gaststätte und Saalbau Falke zum Inhalt hatte. Der Name wurde entsprechend geändert in "Gaststätte und Saalbau Falke e. V." um sich so vom DJK Verband abzugrenzen. Jedoch nützte das alles nichts, denn im Jahr 1937 erfolgte die endgültige Auflösung des Vereins durch die Gestapo. Der Sportplatz des Vereins wurde als Lager für Reichsparteitags-Besucher genutzt. Nachdem ab 1939 keine Reichsparteitage mehr stattfanden, wurden die Sportplätze auch nicht mehr für Zeltlager benutzt. Stattdessen verlangte man von der Kirchengemeinde den Verkauf des Geländes.
Dies erfolgte dann mit entsprechendem Druck am 17. Januar 1940. Das Vereinshaus wurde während des Krieges als Lager für Fremd- und Zwangsarbeiter genutzt. Die im sogenannten Falkeheim untergebrachten Zwangsarbeiter wurden hauptsächlich im Reichsbahn Ausbesserungswerk beschäftigt. Sie kamen vorwiegend aus Böhmen und Mähren. Gegen Ende des Krieges wurde der Bühnenbau des Vereinshauses durch Bombenangriffe teilweise zerstört, der Saal konnte jedoch nach Kriegsende von der Caritas noch zur Versorgung der heimkehrenden deutschen Kriegsgefangenen benutzt werden. In der Folge war man mit der Beseitigung der Lagerbauten des NS-Regimes und mit den Kriegsschäden beschäftigt, bevor ein Neuanfang beginnen konnte.

### Neuaufbau nach 1945
Im Juli 1945 wurde der Sportverein wieder gegründet. Zuerst unter dem Namen "Sportbund Falke". Erst ab 1947 genehmigte die amerikanische Militärregierung, die den Einfluss der Kirche in Deutschland schwächen wollte, den Namen "Deutsche Jugendkraft Falke". In dieser Zeit wuchs der Verein stetig an. Ende Juli 1945 trat erstmals wieder eine Fußballmannschaft von DJK Falke auf den Plan, um dort anzufangen, wo die Alten 1934 aufhören mussten. Platzsorgen und Mangel an Sportausrüstung hemmten den Beginn wesentlich. Die ersten Spiele und das Training wurden auf dem Siegfriedplatz der Pfarrei St. Karl und Phönix, im Pegnitzgrund gelegen, ausgetragen.
Am Wiederaufbau des Vereins beteiligten sich fast alle Mitglieder, denn nicht nur das Vereinshaus war teilweise zerstört, auch der Sportplatz musste neu hergerichtet werden, da auf dem brach liegenden Gelände Kleingärten angelegt worden waren. Im August 1946 wurde wieder mit den Punktespielen begonnen. 1946 formierten sich einige junge Frauen – an der Spitze Frau Rosa Rattler – die in der Kegelbahn regelmäßig ihre Gymnastik ausübten, da der Saal von den Kriegsauswirkungen noch beschädigt war. Viel Wert wurde auf die Betreuung der Jugend gelegt.
Das am 17. Januar 1940 auf Druck der geheimen Staatspolizei verkaufte Gelände konnte am 17. Oktober 1954 wieder zurückgekauft werden. 1955 begann man mit dem Aufbau des neuen Sportplatzes, der im Juli 1956 eingeweiht wurde.

### Weitere Entwicklung
Ab 1959 gab es offiziell wieder eine Leichtathletikabteilung, von 1947 an war die Turnabteilung wieder aktiv, sie blieb Bestandteil des Vereines bis 1963. Seit 1948 ist die Tischtennisabteilung aktiv. Faustball wurde auch nach dem Krieg wieder gespielt, doch 1962 wurde die Abteilung nicht mehr weitergeführt. 1965 wurde die Schwimmabteilung aktiv und begann mit dem Lehrschwimmen für Kinder ab dem 4. Lebensjahr. 1969 wurde die Skiabteilung gegründet, eine Kegelgruppe war offiziell von 1979 bis 1980 aktiv. Auch eine Schachabteilung gab es zwischen 1980 und 1988 bei der DJK Falke, ebenso wie von 1978 bis 1992 ein Volleyballteam.
Nach dem Zusammenschluss des Mannes- und Frauensports in der DJK 1972 in Würzburg wuchs der Verein zwischenzeitlich auf über 1200 Mitglieder und wurde somit zum größten DJK Sportverein im Diözesanverband Bamberg. Aushängeschild war lange Zeit die Basketballabteilung, die sich 1969 bei DJK Falke etabliert hat. Die starke 1. Herrenmannschaft schaffte es auch offiziell unter dem Dach der DJK Falke bis in die 2. Bundesliga. Bis zur Auflösung der Basketballabteilung spielte die Mannschaft sogar für zwei Spielzeiten in der 1. Basketball-Bundesliga, war aber finanziell und organisatorisch komplett eigenständig und wurde schon kurz nach dem Aufstieg in die 2. Liga aus dem Verein ausgegliedert.
Tennis wird seit 1974 gespielt, 1992 die Wirbelsäulengymnastik gegründet. Seit 1999 gibt es bei DJK Falke eine Abteilung Cheerleading, die nicht nur in der Region sehr erfolgreich ist. Der jüngste Sport bei DJK Falke ist Nordic Walking und hat seine Heimat seit 2004 im Verein.
Auch das Vereinsgelände wurde immer wieder verändert und erweitert. So erfolgte 1922 der Neubau des Vereinshauses mit den aktuellen Umkleidekabinen, im Jahr 2000 wurde der Sportplatz in Richtung Egerer Straße verschoben, um Platz für ein zusätzliches Kleinfeld zu schaffen. Gleichzeitig verschwand die Aschenbahn.